# Saint-Just-en-Chaussée
Saint-Just-en-Chaussée este o comună în departamentul Oise, Franța. În 1 ianuarie 2022 avea o populație de 5.940 de locuitori.